# Carin Nilsson
Pour les articles homonymes, voir Nilsson.
Carin Nilsson est une nageuse suédoise née le 10 décembre 1904 à Stockholm et morte le 20 décembre 1999 à Branchville.

## Biographie
Aux Jeux olympiques d'été de 1920 à Anvers, Carin Nilsson est médaillée de bronze du relais 4x100 mètres nage libre ; elle est aussi éliminée en séries du 100 mètres nage libre et du 300 mètres nage libre.